# Cento e vinte e cinco
O cento e vinte e cinco (125, CXXV) é um número inteiro. Ele é precedido pelo 124 e sucedido pelo 126.

## Propriedades
- É formado por uma centena, duas dezenas e cinco unidades;
- É um oitavo do número mil;
- É um Número de Friedman;
- 125 é o cubo de 5.[1]